# Carabus kaufmanni
Carabus kaufmanni es una especie de insecto adéfago del género Carabus, familia Carabidae. Fue descrita científicamente por Solsky en 1874.
Habita en Kirguistán y Tayikistán.